# Урджар (аэропорт)
«Урджар» — аэропорт села Урджар в Казахстане, недалеко от озера Алаколь.
Аэропорт начал работу в 2008 году .
Весной 2021 года аэропорт был закрыт на реконструкцию за 4,7 млрд тенге. 
Ожидалось, что после модернизации аэропорт сможет принимать современные самолёты Embraer 190, Bombardier Q-400, CRJ-200, в том числе ночью. По плану работы должны были завершится до конца 2021 года, но срок был сдвинут на лето 2022 года. 
В результате реконструкция завершилась лишь в ноябре 2022 года. Увеличилась длина взлётно-посадочной полосы и площадь перрона. Планируется также провести реконструкцию терминала.
Перевозчиком на маршрутах в Алматы и Астану в 2022 году по итогам конкурса стала компания Южное небо.